# Hardbass
El 'hardbass' (хардбасс, en ruso) es un subgénero de la música electrónica de baile. Surgió a finales de la década de los noventa e inicios de los 2000 en Rusia, Polonia, Ucrania, países postsovieticos, y otras naciones de Europa del Este. Goza de influencias de otros subgéneros, tales como el house, hard house y el hardstyle. Se caracteriza por llevar un tempo rápido (entre 150 a 170 ppm), kicks fuertes, uso distintivo del bajo Donk y ocasionalmente rapeo en inglés, ruso u otras lenguas eslavas. Se ha convertido en estereotipo de la cultura gopnik y desde 2015 se volvió viral este subgénero gracias a los vídeos de personas bailando Hard Bass en público.

## Influencia en Internet
Uno de los vídeos que popularizaron este estilo de música en Internet, fue "Cheeki Breeki Hardbass Anthem", del usuario de YouTube apartje, que en 2015 combinó la frase A nu, cheeki breeki i v damke (en ruso, А ну, чики-брики и в дамки!), del popular videojuego S.T.A.L.K.E.R.: Shadow of Chernobyl y utilizada por muchos de los personajes no jugadores, que en 2007 se convirtió en un meme, con este estilo musical, creando una de las obras más populares de la red. Actualmente la canción tiene más de 43 millones de visitas.
Otro video que se popularizó es el de la canción Tri poloski (en ruso, три полоски), que fue subida el 1/2/2016 por Davay. Su nombre en español significa tres líneas, la canción se llama así debido a las tres líneas de Adidas. Rápidamente se convirtió en un meme internacional, y popularizó este estilo de música. Actualmente la canción tiene más de 93 millones de visitas y 1.7 millones de me gusta.
El hardbass también es conocido, por ejemplo, en Europa Central. Por ejemplo, en la República Checa, el hardbass se hizo famoso gracias al composición MAXIMUS o SPAДNI por local más importante autor N3XX.